# Убийства борцов за гражданские права в Миссисипи

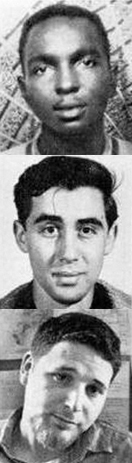
Жертвы убийства — Джеймс Чейни, Эндрю Гудман и Майкл Швернер

В ночь на 21—22 июня 1964 года в округе Нешоба штата Миссисипи трое борцов за гражданские права чернокожих были похищены и убиты. Это событие с тех пор также называется убийства лета свободы (англ. Freedom Summer Murders).

## История событий
Борцы за гражданские права — Джеймс Эрл Чейни из Меридиана, штата Миссисипи, Эндрю Гудман и Майкл «Микки» Швернер из Нью-Йорка — были связаны с Советом федеративных организаций (COFO) и с одним из его членов, Конгрессом расового равенства (CORE). Работали над кампанией «Лето свободы», пытаясь подготовить и зарегистрировать в качестве избирателей чернокожих, которые с 1890 года часто лишались права на голосование.
Троих молодых людей, едущих в машине, преследовали «Белые рыцари» местного Ку-клукс-клана, вместе с членами ведомства шерифа округа Нешоба и отделения полиции близлежащего города Филадельфии. Их похитили, расстреляли с близкого расстояния и захоронили в земляной плотине.
Расследовавшие исчезновение Чейни, Гудмана и Швернера агенты ФБР узнали, что их задержала полиция и их держали несколько часов в филадельфийской тюрьме. Затем в болоте был найден автофургон пропавших. Лишь в июле 1964 года ФБР получило информацию, что молодые люди были убиты членами Ку-клукс-клана и их тела погребены в дамбе на ферме в шести милях на юго-запад от Филадельфии. Там останки пропавших и были найдены.

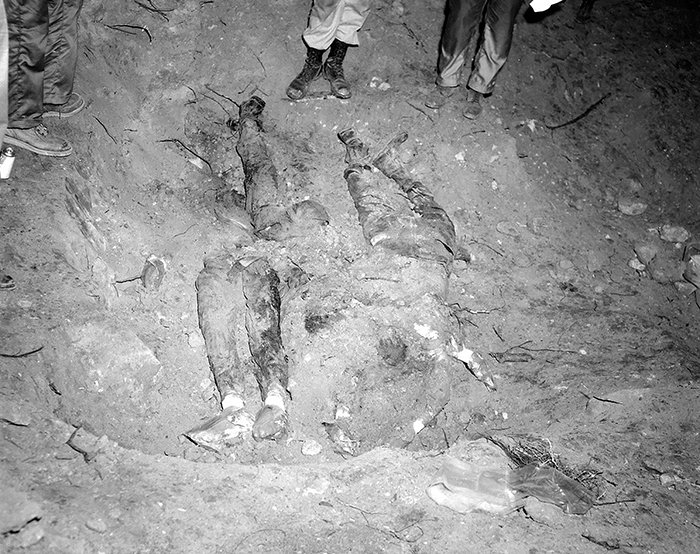
Найденные 4 августа 1964 года останки Чейни, Гудмана и Швернера

В октябре 1964 года были получены сведения о причастности к убийству Чейни, Гудмана и Швернера продавца запасных частей к автомобилям Дойла Барнетта, но он успел к этому времени скрыться. Он был арестован в Луизиане, был арестован и другой подозреваемый, Джеймс Джордан.
Джордан и Барнетт дали показания об убийстве. На основании этих показаний 4 декабря 1964 года ФБР арестовало двадцать одного человека. Среди них были шериф округа Нешоба Лоуренс А. Рейни и его помощник Сесил Прайс. Девятнадцать из них обвинялись в сговоре с целью «притеснения, запугивания и нанесения ущерба Майклу Генри Швернеру, Джеймсу Эрлу Чейни и Эндрю Гудмену…», а двум остальным предъявлялось обвинение в том, что они знали о сговоре и не сообщили властям. 11 января 1965 года в Джэксоне собралось большое жюри, которое выдвинуло обвинительные акты против восемнадцати человек. Однако в конце февраля 1965 года окружной судья У. Гарольд Кокс вынес постановление о том, что обвиняемые могут предстать перед судом лишь по обвинению в нарушении общественного порядка. Это означало, что если обвиняемые и будут признаны виновными, то они могут быть приговорены лишь к году тюремного заключения и к штрафу максимум в тысячу долларов.
В феврале 1967 года новое большое жюри выдвинуло уточнённые обвинения. По сравнению с прежним списком обвиняемых 1965 года одно имя было опущено, но было прибавлено два новых, среди них был «имперский маг» Ку-клукс-клана Сэм Бауэрс.
Судебный процесс по делу об убийстве начался в федеральном суде Меридиана 9 октября 1967 года. 19 октября присяжные, среди которых не было ни одного чернокожего, объявили, что они не могут единогласно решить, какой вердикт вынести. Но судья настоял на том, чтобы присяжные вновь попытались прийти к соглашению. На следующий день присяжные признали виновными в «нарушении прав граждан» Сесила Прайса и Джимми Арледжа. Восемь человек, включая шерифа Рейни, были оправданы. В отношении трёх обвиняемых присяжные так и не пришли к единогласному решению, и они были отпущены до следующего суда.
Спустя несколько дней Джеймс Джордан предстал перед федеральным судом в Атланте и был осужден на четыре года тюремного заключения. 29 декабря 1967 года помощник шерифа Прайс и Билли Уэйн Поузи получили по шесть лет тюрьмы, Арледж, Сноуден и Дойл Барнетт были осуждены на три года каждый. Самый большой срок — десять лет тюремного заключения — получили Уэйн Робертс, который, как было доказано, стрелял в юношей, и «имперский маг» Сэм Бауэрс. Законы штата Миссисипи предусматривали за убийство смертную казнь, но власти штата так и не выдвинули соответствующих обвинений против убийц.
Лишь в 2005 году был осуждён по обвинению в организации убийства Чейни, Гудмана и Швернера член Ку-клукс-клана проповедник Эдгар Рэй Киллен, в отношении которого на процессе 1967 года присяжные так и не смогли вынести единогласный вердикт. 80-летний Киллен был приговорён к 60 годам заключения и умер в тюрьме.